# Eric McPherson

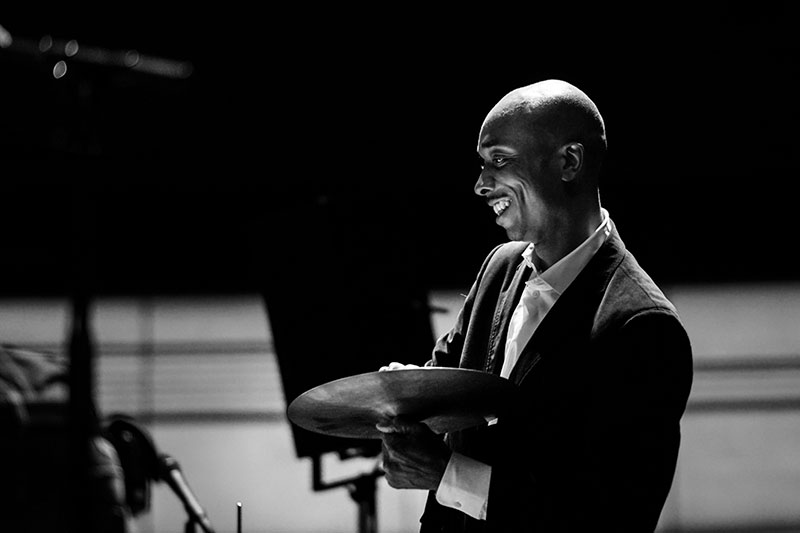
Eric McPherson (Reykjavik Jazz Festival, 2017)

Eric McPherson (* 11. Dezember 1970 in New York City) ist ein amerikanischer Jazzmusiker (Schlagzeug).

## Leben und Wirken
McPherson ist ein Enkel des Bassisten Richard Davis und nach Eric Dolphy benannt. Er wuchs mit Jazzmusik auf und wollte bereits als Dreijähriger Schlagzeuger werden (wie er damals Elvin Jones erzählte). Er lernte zunächst als Autodidakt auf einem Schlagzeug, das Charles Moffett gehörte, bevor er ab dem zwölften Lebensjahr sieben Jahre lang Schlagzeugunterricht durch Michael Carvin erhielt; bereits in dieser Zeit jammte er mit Abraham Burton. Er besuchte die LaGuardia High School of the Arts und wurde aufgrund seiner Leistungen in die New York All City High School Big Band und in die McDonald's High School Tri-State Big Band aufgenommen. Dann studierte er an der Hartt School of Music an der University of Hartford in Connecticut bei Jackie McLean, in dessen Band er fünfzehn Jahre lang Schlagzeug spielte.
Daneben nahm er zahlreiche Alben mit Abraham Burton auf. Weiterhin arbeitete er mit Pharoah Sanders, Richard Davis, Claudia Acuña, Jason Moran, Greg Osby, Kurt Rosenwinkel und Avishai Cohen. Auch ist er auf Alben von Andrew Hill (Time Lines), Steve Lehman, Steve Davis und Rez Abbasi (Sound Remains) zu hören. Er gehört zum Lehrkörper der University of Hartford.

## Diskographische Hinweise

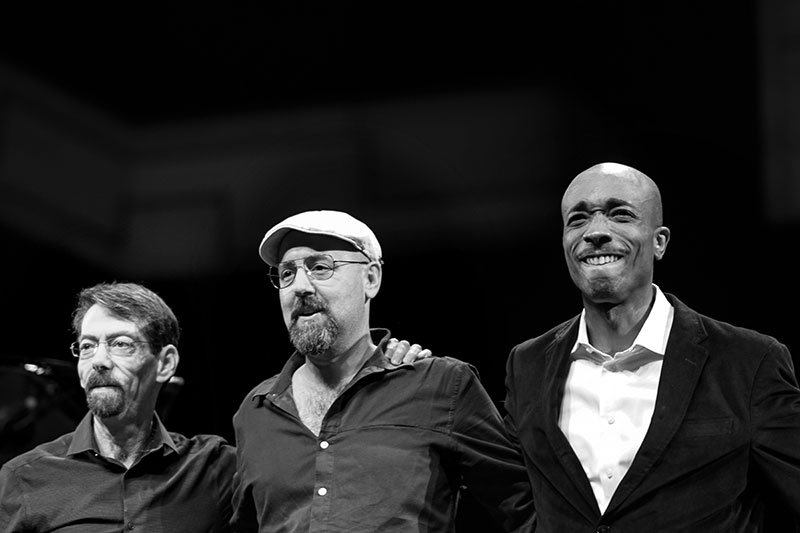
Eric McPherson (rechts) mit Fred Hersch und John Hébert beim Reykjavik Jazz Festival 2017

- Continuum (Smalls Records 2008, mit Abraham Burton, David Bryant, Dezron Douglas bzw. John Hébert sowie Shimrit Shoshan, Carla Cherry, Trevor Todd)[3]
- Lucian Ban, Abraham Burton, John Hébert, Eric McPherson Elevation (Songs from Afar) (Sunnyside 2016, mit Mat Maneri, Gavril Tarmure)
- Borderlands Trio: Asteroidea (Intakt, 2018), mit Stephan Crump, Kris Davis
- Borderlands Trio: Wandersphere (Intakt, 2021) dto.
- Alessandro Lanzoni, Thomas Morgan, Eric McPherson: Mirage (Fresh Sound, 2019)
- Ohad Talmor, Christopher Tordini & Eric McPherson: Back to the Land (Intakt, 2024)